# Râul Șișterea
Râul Șișterea este un curs de apă, afluent al râului Valea Vițeilor. 